# Hypertélorisme
 Mise en garde médicale
L'hypertélorisme est un symptôme caractérisé par une augmentation de distance entre deux organes ou parties du corps souvent utilisé pour décrire une augmentation de la distance entre les deux yeux (hypertélorisme orbital). La distance normale étant schématiquement celle d'un œil entre les deux yeux. Dans cette affection, la distance entre les coins médiaux des 2 yeux et la distance entre les deux pupilles sont plus grandes que la normale.
L'hypertélorisme ne doit pas être confondu avec le télécanthus dans lequel la distance entre les coins médiaux des yeux est augmentée mais pas la distance entre les deux pupilles, ni la distance entre les coins latéraux des yeux. Le terme épicanthus décrit le repli de peau sur le coin médial de l'œil. On parle alors d'yeux bridés.
Cette malformation cranio-faciale se caractérise par un agrandissement de la petite aile du sphénoïde, entraînant un élargissement de la distance interorbitaire et de la racine du nez.
Il est observé dans de nombreuses maladies souvent génétiques, souvent accompagné d'une déficience mentale, de problèmes oculaires (colobome, etc.), de syndactylie (deux doigts ou plus soudés entre eux), et d'anomalies crâniennes telles qu'observées dans la maladie de Crouzon, la trisomie 18 (syndrome d'Edwards), le syndrome de duplication 1q21.1, syndrome de DiGeorge et le syndrome de Loeys-Dietz, le syndrome d'Apert, la dysplasie craniofrontonasale, le syndrome de Noonan, la neurofibromatose, le syndrome LEOPARD, le syndrome de Wolf-Hirschhorn, le syndrome d’Andersen-Tawil, syndrome de Waardenburg et la maladie du cri du chat, les troubles du métabolisme des mucopolysaccharides.
Un hypertélorisme léger est fréquent et normal chez le nouveau-né dont le nez n'est pas encore développé. Des tables de mesure des distances interpupillaires (IP) permettent de confirmer un hypertélorisme réel. Il est possible d'évaluer les IP à partir des distances intercanthales internes (IC) et externes (OC) des yeux grâce à la formule IP = 0.17 + 0.59 IC + 0.41 OC.
La radiologie permet une mesure plus précise.

## Traitement
La chirurgie crânienne peut contribuer au rapprochement des orbites par mobilisation orbitaire, ou bipartition, ou à réparer certaines anomalies nasales.

## Complications
Comme la plupart des types de chirurgie, les principales complications pouvant survenir dans le traitement de l'hypertélorisme sont un saignement excessif, un risque d'infection et des fistules durales. Les infections et les saignements peuvent être évités par l'administration d'antibiotiques péri-opératoires et l'identification et la fermeture de toutes les larmes durales. Le risque de saignement important peut être évité par une chirurgie méticuleuse et la perte de sang peut être compensée par des transfusions. La perte de sang peut également être réduite par anesthésie hypotensive. Lésions oculaires et cécité sont des complications rares. Des troubles visuels peuvent survenir en raison du déséquilibre des muscles oculaires après la mobilisation orbitale. Ptosis et diplopie peuvent également se produire après l'opération, mais disparaissent d'eux-mêmes.